# Storbritanniens Grand Prix 2024
Storbritanniens Grand Prix 2024 (officielt navn: Formula 1 Qatar Airways British Grand Prix 2024) var et Formel 1-løb, som blev kørt den 7. juli 2024 på Silverstone Circuit i Northamptonshire, England. Det var det tolvte løb i Formel 1-sæsonen 2024.
Ræset blev vundet af Lewis Hamilton som hermed vandt sit første ræs siden Saudi-Arabiens Grand Prix 2021.

## Kvalifikation
| Pos.                | Nr. | Kører            | Konstruktør                  | Del 1    | Del 2    | Del 3    | Grid |
| ------------------- | --- | ---------------- | ---------------------------- | -------- | -------- | -------- | ---- |
| 1                   | 63  | George Russell   | Mercedes                     | 1.30,106 | 1.26,723 | 1.25,819 | 1    |
| 2                   | 44  | Lewis Hamilton   | Mercedes                     | 1.29,547 | 1.26,770 | 1.25,990 | 2    |
| 3                   | 4   | Lando Norris     | McLaren-Mercedes             | 1.31,596 | 1.26,559 | 1.26,030 | 3    |
| 4                   | 1   | Max Verstappen   | Red Bull Racing-Honda RBPT   | 1.31,342 | 1.26,796 | 1.26,203 | 4    |
| 5                   | 81  | Oscar Piastri    | McLaren-Mercedes             | 1.30,895 | 1.26,733 | 1.26,237 | 5    |
| 6                   | 27  | Nico Hülkenberg  | Haas-Ferrari                 | 1.31,929 | 1.26,847 | 1.26,338 | 6    |
| 7                   | 55  | Carlos Sainz Jr. | Ferrari                      | 1.30,557 | 1.26,843 | 1.26,509 | 7    |
| 8                   | 18  | Lance Stroll     | Aston Martin Aramco-Mercedes | 1.31,410 | 1.26,938 | 1.26,585 | 8    |
| 9                   | 23  | Alexander Albon  | Williams-Mercedes            | 1.31,135 | 1.26,933 | 1.26,640 | 9    |
| 10                  | 14  | Fernando Alonso  | Aston Martin Aramco-Mercedes | 1.31,264 | 1.26,730 | 1.26,917 | 10   |
| 11                  | 16  | Charles Leclerc  | Ferrari                      | 1.30,496 | 1.27,097 | N/A      | 11   |
| 12                  | 2   | Logan Sargeant   | Williams-Mercedes            | 1.31,608 | 1.27,175 | N/A      | 12   |
| 13                  | 22  | Yuki Tsunoda     | RB-Honda RBPT                | 1.30,994 | 1.27,269 | N/A      | 13   |
| 14                  | 24  | Zhou Guanyu      | Kick Sauber-Ferrari          | 1.31,190 | 1.27,867 | N/A      | 14   |
| 15                  | 3   | Daniel Ricciardo | RB-Honda RBPT                | 1.31,291 | 1.27,949 | N/A      | 15   |
| 16                  | 77  | Valtteri Bottas  | Kick Sauber-Ferrari          | 1.32,431 | N/A      | N/A      | 16   |
| 17                  | 20  | Kevin Magnussen  | Haas-Ferrari                 | 1.32,905 | N/A      | N/A      | 17   |
| 18                  | 31  | Esteban Ocon     | Alpine-Renault               | 1.34,557 | N/A      | N/A      | 18   |
| 19                  | 11  | Sergio Pérez     | Red Bull Racing-Honda RBPT   | 1.38,348 | N/A      | N/A      | PL1  |
| 20                  | 10  | Pierre Gasly     | Alpine-Renault               | 1.39,804 | N/A      | N/A      | 192  |
| 107%-tid: 1.35,8153 |     |                  |                              |          |          |          |      |
| Kilde:              |     |                  |                              |          |          |          |      |

Noter:
↑1 - Sergio Pérez måtte starte fra pit lane efter at have ændret motoren i sin bil under parc fermé.
↑2 - Pierre Gasly skulle starte bagerst efter at have erstattet motoren i sin bil. Dette gjorde dog ingen forskel, da han alligevel kvalificerede sig sidst.
↑3 - 107%-reglen var ikke i effekt da kvalifikationen blev kørt på en regnvåd bane.

## Resultat
| Pos.                                                                | Nr. | Kører            | Konstruktør                  | Omgange | Tid/Udgået  | Startpos. | Point |
| ------------------------------------------------------------------- | --- | ---------------- | ---------------------------- | ------- | ----------- | --------- | ----- |
| 1                                                                   | 44  | Lewis Hamilton   | Mercedes                     | 52      | 1:22.27,059 | 2         | 25    |
| 2                                                                   | 1   | Max Verstappen   | Red Bull Racing-Honda RBPT   | 52      | +1,465      | 4         | 18    |
| 3                                                                   | 4   | Lando Norris     | McLaren-Mercedes             | 52      | +7,547      | 3         | 15    |
| 4                                                                   | 81  | Oscar Piastri    | McLaren-Mercedes             | 52      | +12,429     | 5         | 12    |
| 5                                                                   | 55  | Carlos Sainz Jr. | Ferrari                      | 52      | +47,318     | 7         | 111   |
| 6                                                                   | 27  | Nico Hülkenberg  | Haas-Ferrari                 | 52      | +55,722     | 6         | 8     |
| 7                                                                   | 18  | Lance Stroll     | Aston Martin Aramco-Mercedes | 52      | +56,569     | 8         | 6     |
| 8                                                                   | 14  | Fernando Alonso  | Aston Martin Aramco-Mercedes | 52      | +1.03,577   | 10        | 4     |
| 9                                                                   | 23  | Alexander Albon  | Williams-Mercedes            | 52      | +1.08,387   | 9         | 2     |
| 10                                                                  | 22  | Yuki Tsunoda     | RB-Honda RBPT                | 52      | +1.19,303   | 13        | 1     |
| 11                                                                  | 2   | Logan Sargeant   | Williams-Mercedes            | 52      | +1.28,960   | 12        |       |
| 12                                                                  | 20  | Kevin Magnussen  | Haas-Ferrari                 | 52      | +1.30,153   | 17        |       |
| 13                                                                  | 3   | Daniel Ricciardo | RB-Honda RBPT                | 51      | +1 omgang   | 15        |       |
| 14                                                                  | 16  | Charles Leclerc  | Ferrari                      | 51      | +1 omgang   | 11        |       |
| 15                                                                  | 77  | Valtteri Bottas  | Kick Sauber-Ferrari          | 51      | +1 omgang   | 16        |       |
| 16                                                                  | 31  | Esteban Ocon     | Alpine-Renault               | 50      | +2 omgange  | 18        |       |
| 17                                                                  | 11  | Sergio Pérez     | Red Bull Racing-Honda RBPT   | 50      | +2 omgange  | PL        |       |
| 18                                                                  | 24  | Zhou Guanyu      | Kick Sauber-Ferrari          | 50      | +2 omgange  | 14        |       |
| Ret                                                                 | 63  | George Russell   | Mercedes                     | 33      | Vandtryk    | 1         |       |
| DNS                                                                 | 10  | Pierre Gasly     | Alpine-Renault               | 0       | Gearkasse   | –2        |       |
| Hurtigste omgang: Carlos Sainz Jr. (Ferrari) - 1.28,293 (omgang 52) |     |                  |                              |         |             |           |       |
| Kilde:                                                              |     |                  |                              |         |             |           |       |

Noter:
↑1 - Inkluderer point for hurtigste omgang.
↑2 - Pierre Gasly startede ikke ræset efter et problem med gearkassen på formationsomgangen. Hans plads på griden forblev tom.

## Stilling i mesterskaberne efter løbet
| Pos. | Kører            | Point |
| ---- | ---------------- | ----- |
| 1    | Max Verstappen   | 255   |
| 2    | Lando Norris     | 171   |
| 3    | Charles Leclerc  | 150   |
| 4    | Carlos Sainz Jr. | 146   |
| 5    | Oscar Piastri    | 124   |

| Pos. | Konstruktør           | Point |
| ---- | --------------------- | ----- |
| 1    | Red Bull-Honda RBPT   | 373   |
| 2    | Ferrari               | 302   |
| 3    | McLaren-Mercedes      | 295   |
| 4    | Mercedes              | 221   |
| 5    | Aston Martin-Mercedes | 68    |